# 울름 대학교
울름대학교(Universität Ulm)는 바덴뷔르템베르크주 울름에 위치한 대학교이다. 1967년에 '울름 약학자연과학대학'으로 설립되어 바덴뷔르템베르크에서 가장 젊은 대학교이다. 자연과학, 약학, 공학, 수학, 경제학, 컴퓨터공학 부분에 집중하고 있으며, 작은 규모에도 불구하고 국내 대학순위에서 자연과학 부분은 상위권을 기록하고 있다. 2010년 겨울학기를 기준으로 약 8000명 이상의 학생이 등록되어있다. 국제화와 관련하여 모든 학생들에게 다양한 언어와 전공분야에 대해 전문적인 언어교육을 제공하고 있다. 캠퍼스는 시의 북쪽에 있는 오버러 에젤스베르크(Oberer Eselsberg)라는 언덕에 위치하고 있고, 대학병원은 시 건너편에 다른 부지가 있다.